# Megaloprepus caerulatus
Megaloprepus caerulatus es una especie de Zygoptera que es más conocida como el caballito helicóptero del diablo se distribuye en América Central y en partes de  América del Sur. Hasta el momento es la única especie perteneciente a su género.

## Características y hábitat
El caballito helicóptero del diablo es una especie grande de Zygopteros ya que mide entre (19 y 22 cm) de ancho y se ha comprobado que sus alas son las más grande a comparación de otros Insectos, es nativa de América Central aunque con el tiempo la especie también se expandió a América del Sur en partes como Colombia y Venezuela. Habitan en pantanos, selvas, bosques o en orillas de ríos. Se alimentan principalmente de insectos o arañas qué cazan habitualmente. Las hembras depositan sus huevos sobre la vegetación y al nacer las larvas son unos feroces depredadores de insectos, alcanzando la madurez en un año.